# Supernatural (8.ª temporada)
A oitava temporada de Supernatural, uma série de televisão americana de fantasia e terror criada por Eric Kripke, foi encomendada pela The CW em 3 de maio de 2012, estreou em 3 de outubro de 2012 e terminou em 15 de maio de 2013, exibindo 23 episódios. A temporada foi produzida pela Warner Bros. Television e Wonderland Sound and Vision, com Jeremy Carver como showrunner, sendo essa a primeira temporada no comando dele, após a saída de Sera Gamble. A temporada foi ao ar na temporada de transmissão de 2012-13 às noites de quarta-feira às 21h00, horário do leste dos EUA.
A oitava temporada estrela Jared Padalecki como Sam Winchester e Jensen Ackles como Dean Winchester.
A temporada terminou com uma audiência média de 2.46 milhões de espectadores e ficou classificada em 137.º lugar na audiência total e classificada em 124.º no grupo demográfico de 18 a 49 anos.

## Enredo
Um ano depois de ser arrastado para o Purgatório, Dean retorna à Terra sem Castiel, carregando dentro de seu corpo a alma de um vampiro chamado Benny. Os dois irmãos começam uma luta contra Crowley para encontrar a Placa dos Demônios e trancar os Portões do Inferno, prendendo assim todos os demônios no Inferno. Os irmãos usam Kevin Tran para ajudá-los a ler a placa e fazer isso. Castiel é trazido de volta por um anjo chamado Naomi, e toma posse da Placa dos Anjos. Enquanto Kevin trabalha na placa, Sam e Dean têm um encontro inesperado com seu avô paterno, Henry Winchester, que era membro dos Homens de Letras, uma organização dedicada a reunir conhecimento sobrenatural; seu desaparecimento em 1958 foi na verdade ele usando um feitiço de viagem no tempo para ir ao futuro e escapar de um ataque do demônio Abaddon. Henry é morto protegendo seus netos, mas ele fornece a eles acesso ao bunker dos Homens de Letras, um depósito para vários artefatos e livros sobrenaturais, que os Winchesters posteriormente adotam como um novo "lar". Kevin traduz três testes que devem ser concluídos para fechar os Portões do Inferno para sempre, mas embora Sam tenha concluído os dois primeiros, Dean termina os testes antes que o terceiro possa ser concluído, pois concluí-los mataria Sam. Infelizmente, Castiel é enganado pelo anjo Metatron para completar outra série de testes que teriam supostamente bloqueado todos os anjos no céu, mas na verdade baniu todos os anjos além de Metatron para a Terra, a temporada terminando com milhões de anjos caindo do céu e Castiel despido de sua graça.

## Elenco e personagens
| - Jared Padalecki como Sam Winchester - Jensen Ackles como Dean Winchester | - Misha Collins como Castiel - DJ Qualls como Garth Fitzgerald IV - Jim Beaver como Bobby Singer |

### Participações
- Mark Sheppard como Crowley[5]
- Osric Chau como Kevin Tran
- Liane Balaban como Amelia Richardson[6]
- Ty Olsson como Benny Lafitte[7]
- Amanda Tapping  como Naomi[8]
- Curtis Armstrong como Metatron[9][10]
- Alaina Huffman como Abaddon[11]
- Tyler Johnston como Samandriel
- Felicia Day como Charlie Bradbury[12]
- Lauren Tom como Linda Tran[13]
- Jon Gries como Martin Creaser[14]
- Gil McKinney como Henry Winchester
- Rachel Miner como Meg Masters[15]
- Madison McLaughlin como Krissy Chambers[16]
- Taylor Cole como Sarah Blake
- Kim Rhodes como Jody Mills

## Episódios
| N.º na série | N.º na temp. | Título                            | Dirigido por          | Escrito por                        | Exibição original       | Cód. de produção | Audiência (milhões) |
| --- | ------------ | --------------------------------- | --------------------- | ---------------------------------- | ----------------------- | ---------------- | ------------------- |
| 150 | 1            | "We Need to Talk About Kevin"     | Robert Singer         | Jeremy Carver                      | 3 de outubro de 2012    | 3X7802           | 1.85                |
| Um ano depois que ele foi sugado para o Purgatório, a vida após a morte de monstros, Dean Winchester finalmente escapa com a ajuda de um vampiro chamado Benny Lafitte. Como parte de seu acordo, Dean contrabandeia a alma de Benny do Purgatório e o ressuscita antes de seguirem seus caminhos separados; o amigo de Dean, Castiel, que tinha sido preso no Purgatório com ele no final da temporada anterior, está visivelmente ausente e Dean mais tarde revela que o anjo não conseguiu sair do Purgatório com ele e Benny. Dean viaja para a casa segura em Whitefish, Montana, onde ele se encontra com seu irmão Sam, que ele descobre que tinha desistido do "negócio da família" de caçar monstros para levar uma vida normal com um cão e uma namorada chamado Amelia Richardson enquanto Dean se foi. Tensão surge entre os irmãos porque Sam nem tentou salvá-lo, Castiel, ou o profeta sob sua proteção, o adolescente Kevin Tran, que havia sido sequestrado há um ano pelo demônio Crowley. Quando Dean verifica os telefones descartados de Sam, ele descobre que Kevin de fato escapou de Crowley sozinho e agora está fugindo, e ele e Sam o localizam. Kevin explica que Crowley o levou para fazer com que ele traduzisse a Palavra de Deus sobre os demônios e o ajudasse a libertar todos os demônios na Terra, mas que ele conseguiu escapar com a placa, que ele escondeu em outro lugar para guardar. Ele também revela que a placa tem uma maneira de enviar todos os demônios para o inferno e trancá-los para sempre. Os Winchesters imediatamente querem encontrar a placa e usar o feitiço para banir os demônios, mas são interrompidos pela chegada de demônios que os seguiram para encontrar Kevin, incluindo o próprio Crowley, que está sendo acompanhado pela namorada possuída de Kevin, Channing Ngo. Crowley exige que Kevin venha com ele e devolva a placa, mas Kevin mais uma vez o ultrapassa e escapa com os Winchester. Crowley, em seguida, mata Channing para contrariar Kevin. O episódio termina com Dean recebendo uma chamada secreta de Benny, que parece estar questionando a vida fora do Purgatório. Os dois tentam manter uma certa distância uns dos outros, mas Dean diz a Benny ele deve chamar em uma emergência. |              |                                   |                       |                                    |                         |                  |                     |
| 151 | 2            | "What's Up, Tiger Mommy?"         | John Showalter        | Andrew Dabb & Daniel Loflin        | 10 de outubro de 2012   | 3X7803           | 2.51                |
| Kevin exige que Sam e Dean o leve para sua mãe, Linda Tran, para ter certeza de que ela está segura. Eles descobrem que ela está sendo vigiada por demônios, e matam os demônios e resgatam ela. O grupo, em seguida, vão recuperar a placa que Kevin escondeu, apenas para descobrir que ele foi roubada por Plutus, que está leiloando junto com outros itens sobrenaturais raros. Sam, Dean, Kevin e Linda participam do leilão para encontrar uma maneira de recuperá-la. Crowley chega ao leilão, também buscando a placa. Quando a placa e o profeta Kevin (que é involuntariamente incluído no leilão para aumentar as ofertas) são vendidos a Linda pelo preço de sua alma, Crowley a possui e rouba a placa. Ele é forçado a fugir de seu corpo quando Dean se aproxima de matá-lo, mas ainda consegue fugir com a placa. Irritado por Dean ter tentado matar a mãe dele, Kevin decide levar sua mãe e sair com medo de que sua associação com os Winchester os mate. Enquanto isso, Dean tem lembranças de seu tempo no Purgatório: depois de muita busca, ele e Benny localizam Castiel. Benny exige saber por que Castiel tinha abandonado Dean quando os dois chegaram no Purgatório, e Castiel revela que tinha sido para manter o leviatã que estava o caçando longe de Dean. Embora Castiel avise a Dean que ele deve ficar longe dele, Dean é inflexível que ele não vai sair sem Castiel e os três começam a procurar a saída do Purgatório. No entanto, a última cena do episódio é um flashback desconcertante de um Castiel gritando sendo deixado para trás no portal fora do Purgatório. |              |                                   |                       |                                    |                         |                  |                     |
| 152 | 3            | "Heartache"                       | Jensen Ackles         | Brad Buckner & Eugenie Ross-Leming | 17 de outubro de 2012   | 3X7801           | 2.13                |
| Embora Sam quer se concentrar em encontrar Kevin e a placa do demônio, Dean sugere que eles assumem um caso envolvendo um assassino arrancando um coração humano a cada seis meses. Seguindo os crimes de Minneapolis, Minnesota para Boulder, Colorado, os Winchester descobrem que todos os assassinatos foram cometidos por pessoas diferentes, todas sem antecedentes de violência e que cada suspeito provável tinha um álibi para os outros assassinatos. Depois de um de seus suspeitos se apunhalar nos olhos, Dean descobre que cada assassino tinha recebido um transplante de órgão do recém-falecido atleta Brick Holmes. Os Winchester também descobrem que "Brick" era na verdade um atleta maia que tinha feito um acordo com um deus antigo para viver para sempre e se sobressair em vários esportes sob diferentes aliases ao longo dos séculos em troca de sacrifícios de corações humanos a cada ano. Quando Brick se apaixonou por uma mulher mortal na década de 1940, eles ficaram juntos, mesmo depois que ela se tornou tão velha que ela teve que posar como sua mãe. Eventualmente, ele cometeu suicídio porque ele não podia suportar o pensamento de viver sem ela. Os receptores de seus órgãos desfrutam do poder que são concedidos de repente e estão ansiosos para realizar os assassinatos para cumprir o acordo de Brick com o deus. A esposa de Brick diz aos irmãos que eles devem destruir o coração de Brick para acabar com os assassinatos. Ao localizar a mulher que recebeu o coração de Brick, Sam e Dean a esfaquearam no coração, o que resulta na morte não só da mulher, mas também dos receptores dos outros órgãos de Brick. Enquanto isso, Sam contempla retornar à vida normal depois que eles selarem as portas do Inferno, embora Dean, tendo vindo a re-abraçar e desfrutar da violência da caça enquanto no Purgatório, se recusa a entreter a noção e quer continuar caçando com Sam. |              |                                   |                       |                                    |                         |                  |                     |
| 153 | 4            | "Bitten"                          | Thomas J. Wright      | Robbie Thompson                    | 24 de outubro de 2012   | 3X7804           | 1.86                |
| A maior parte do episódio é apresentada como found footage na perspectiva de três estudantes de escola de cinema: Brian, Michael e Kate. O episódio começa com Sam e Dean encontrando as imagens editadas em um filme e esperando para ser jogada para eles no meio de uma cena de crime na casa dos alunos, onde há dois corpos não identificáveis. Eles assistem ao filme. Brian e Michael tinham começado a fazê-lo para descrever os detalhes de suas vidas em Condado de Washtenaw, Michigan. Michael é mordido por uma criatura misteriosa e começa a exibir traços sobrenaturais. As coisas saem de controle quando ele mata um valentão em um ataque de raiva por ameaçar Kate. Tentando descobrir o que está acontecendo com ele, Michael, Brian e Kate espionam Sam e Dean, que estão tentando encontrar um lobisomem que está mordendo e matando pessoas na faculdade que Brian, Michael e Kate frequentam; este lobisomem, Sam e Dean revelam, é um lobisomem de "sangue puro" que possui algumas qualidades únicas, incluindo manter um maior grau de consciência quando se transforma do que outros lobisomens. Brian, em particular, percebe que o lobisomem de sangue puro é um de seus professores e chantageia ele em transformá-lo em um lobisomem, também. Ele diz ao horrorizado Michael e Kate o que ele fez, revelando que ele fez isso porque ele está com ciúmes de Michael por ter poder e amor de Kate. Brian e Michael lutam e Brian mata Michael na luta antes de transformar Kate em um lobisomem contra sua vontade para que eles possam estar juntos. No entanto, uma vingativa Kate mata Brian em vez disso; os dois corpos que Sam e Dean encontram na casa são Brian e Michael. Kate edita todas as suas filmagens em um filme para Sam e Dean para assistirem e entenderem o que aconteceu, terminando com a promessa de que ela vai se alimentar de corações de animais e não prejudicar os seres humanos, pedindo uma chance de viver em paz. Nesse ponto, Sam e Dean (tendo matado o professor de Brian antes de rastrear uma das câmeras de Brian para a casa dos alunos no início do episódio) terminam de assistir ao vídeo. Pela razão de Kate ser um lobisomem de sangue puro que pode se controlar e não machucou ninguém, Sam e Dean concordam em dar a ela a chance que ela pediu. |              |                                   |                       |                                    |                         |                  |                     |
| 154 | 5            | "Blood Brother"                   | Guy Bee               | Ben Edlund                         | 31 de outubro de 2012   | 3X7805           | 1.78                |
| Depois de procurar e ser espancado por outros vampiros, Benny chama Dean por ajuda. Dean imediatamente sai para se encontrar com Benny no porto de Eagle em Bainbridge Island, Washington, embora diga ao confuso Sam que ele precisa ter um dia de folga e lidar com alguns problemas "pessoais". Depois que Dean encontra Benny e dá-lhe sacos de sangue para ajudá-lo a curar, Benny confessa que ele está indo atrás de seu Criador para se vingar. Cinquenta anos antes, Benny tinha se apaixonado por um ser humano, Andrea, e tinha deixado o ninho de vampiros para ela, mas seu Criador o matou e disse que ia rasgar a garganta de Andrea. Dean concorda em ajudar Benny e se lembra das vezes que Benny ajudou ele e Castiel no Purgatório matando monstros, assim como Leviatãs. Enquanto isso, Sam pensa sobre seu tempo com Amelia e mais sobre como eles se reuniram é mostrado. Quando Andrea é revelada sendo um vampiro e Benny é capturado, Dean chama Sam para obter ajuda. Dean e Benny matam os vampiros e o Criador de Benny, enquanto Sam está a caminho. Andrea ajuda Benny, mas é revelado que ela quer atacar Benny e Dean a mata antes que ela possa fazer isso, devastando Benny. Mais tarde, Sam conhece Benny pela primeira vez, e ao perceber que ele não é humano, Sam tem um momento difícil tentando não matar Benny. |              |                                   |                       |                                    |                         |                  |                     |
| 155 | 6            | "Southern Comfort"                | Tim Andrew            | Adm Glass                          | 7 de novembro de 2012   | 3X7806           | 2.32                |
| Durante a investigação de um assassinato em Kearney, Missouri, no qual uma esposa matou seu marido por um incidente de 30 anos antes, Sam e Dean correm para o companheiro caçador Garth. Eles descobrem que Garth assumiu o papel de Bobby, organizando e liderando os caçadores. Juntando-se a ele, eles investigam o caso. Durante a investigação, ocorrem mais assassinatos por incidentes aparentemente pequenos, levando os Winchester e Garth a descobrir que os assassinos são possuídos por um espectro, semelhante a um fantasma, mas possuindo pessoas para se vingar por eles, em vez de seu próprio ganho. O espectro faz isso através de pessoas tocando um velho centavo. Dean, irritado com Garth por fazer e dizer coisas que Bobby diria (como usar seu slogan "idiots" e usar o chapéu de Bobby) eventualmente ataca Garth. Enquanto isso, flashbacks revelam que a ex-amante de Sam, Amelia, perdeu seu marido Don, e os dois começam um relacionamento. Eventualmente, o espectro força Dean a tocar o tostão, o que leva Dean a querer matar Sam por não procurá-lo no último ano. Garth rompe os irmãos Winchester levantando a moeda de Dean e queimando a moeda para destruir o espectro. Porque Garth é uma pessoa naturalmente passiva, sem desejos de vingança na vida, o tostão não tem efeito sobre ele. O episódio termina com Dean vendo Garth indo embora, devolvendo-lhe o chapéu velho de Bobby. Sam depois diz a Dean sobre seu rancor, advertindo-lhe que se ele não pode deixar ir de sua raiva, Sam vai embora. |              |                                   |                       |                                    |                         |                  |                     |
| 156 | 7            | "A Little Slice of Kevin"         | Charlie Carner        | Brad Buckner & Eugenie Ross-Leming | 14 de novembro de 2012  | 3X7807           | 2.32                |
| Os Trans pagaram uma bruxa para reunir ingredientes para uma bomba demoníaca para usar contra Crowley, mas a bruxa os trai e ajuda Crowley a sequestrar Kevin. Depois que Sam e Dean investigam uma série de abduções de demônios, um Castiel enfraquecido lhes aparece sem lembrar de como ele escapou do Purgatório. Os sequestros revelam-se conhecidos futuros profetas, pois só um profeta pode existir por vez, o que significa que um deles se tornará o novo profeta se Kevin morrer. Dean tem flashbacks de sua fuga do Purgatório e lida com sua culpa por não salvar Castiel. Enquanto isso, Kevin é torturado por Crowley em traduzir a placa e revela a Crowley que há mais placas. Sam, Dean e Castiel intervêm e salvam Kevin de Crowley. Castiel quebra a placa em duas peças e Crowley foge, levando uma metade da placa com ele. Kevin e os outros profetas são resgatados. Castiel revela que escolheu não deixar o Purgatório com Dean, dizendo a Dean que permanecer no Purgatório era sua penitência por suas ações anteriores. Dean está angustiado ao saber que Castiel ficou para trás por sua própria vontade. Castiel de repente se encontra em uma sala quase branca de pé na frente de um anjo misterioso chamado Naomi, que pergunta sobre Sam e Dean e lhe diz que um exército de anjos o resgatou do Purgatório e que ele não vai se lembrar dessas conversas. |              |                                   |                       |                                    |                         |                  |                     |
| 157 | 8            | "Hunteri Heroici"                 | Paul Edwards          | Andrew Dabb                        | 28 de novembro de 2012  | 3X7808           | 2.00                |
| Sam, Dean e Castiel (que decidiu se tornar um caçador em tempo integral) investigam uma série de mortes em Oklahoma City, Oklahoma, que parecem ter sido inspiradas por desenhos animados - o coração de um homem literalmente explode fora de seu peito quando perto de uma mulher que ele gosta, um homem paira no ar por um momento ao pular de um edifício, e uma bigorna esmaga um guarda de segurança. Enquanto isso, Dean e Castiel têm um coração a coração sobre o estado mental de Castiel e as ramificações de suas ações como "Deus". Os Winchester e Castiel determinam que os efeitos de desenho animado são causados por um homem velho, chamado Fred Jones, que tem poderes de deformação da realidade, e está atualmente vivendo em um mundo de sonho dentro de sua mente enquanto residia em um centro de assistência. Fred está sendo usado por um médico na assistência assistida facilidade para roubar outros pacientes idosos de seus objetos de valor. Enquanto Dean confronta o médico, Sam e Castiel entrar na mente de Fred para falar com ele. Sam é capaz de convencer Fred a desistir de viver em um mundo de sonho e voltar à realidade, fazendo com que os efeitos de deformação da realidade acabem. Fred obriga o médico a se matar e tem Castiel removendo seus poderes para que ele não seja mais uma ameaça, embora ele o deixa em um estado mentalmente danificado. Castiel decide voltar ao Céu para enfrentar suas ações, mas está proibido de fazer isso por Naomi. Em vez disso, Castiel decide vigiar Fred por um tempo. Em flashbacks, Sam conhece o pai de Amelia, que inicialmente é frio com ele, mas eventualmente se anima com ele apenas a tempo de Amelia saber que seu marido ainda está vivo. |              |                                   |                       |                                    |                         |                  |                     |
| 158 | 9            | "Citizen Fang"                    | Paul Edwards          | Andrew Dabb                        | 5 de dezembro de 2012   | 3X7809           | 2.06                |
| Sam pediu a Martin Creaser para seguir Benny, porque ele não confia nele, uma vez que o velho caçador é liberado do hospital mental em que ele tem residido. Enquanto segue Benny, Martin encontra uma aparente vítima de Benny e chama Sam. Dean se recusa a acreditar que Benny fez isso e se prepara para Louisiana para encontrar Benny. Quando Dean encontra Benny, ele está enterrando uma outra vítima e afirma que o responsável foi um vampiro desonesto, chamado Desmond, que queria que Benny se juntasse ao seu novo ninho, matando uma vítima cada vez que ele se recusa. Enquanto Dean acredita em Benny, que está ficando na sua cidade natal para cuidar de sua bisneta Elizabeth, Sam e Martin se recusam a acreditar nele, e Martin bate em Dean e ele e Sam partem para caçar Benny. Antes de encontrar Benny, Sam recebe um texto de angústia de Amelia e viaja para o Texas para encontrá-la, deixando Martin sozinho, enquanto Dean se junta com Benny para matar Desmond. A história de Benny é provada ser verdadeira quando Desmond ataca e quase mata Dean, mas Benny salva Dean e mata Desmond. Benny e Dean saem, mas Martin, que é mentalmente instável e se recusa a desistir da caça, leva Elizabeth como refém e força Benny retornar para que ele possa matá-lo. Elizabeth chama Dean que retorna para descobrir que Benny se foi e Martin está morto. Em flashbacks, Sam é mostrado deixando Amelia para dar-lhe uma chance com seu marido Don. Ao retornar ao Texas, ele encontra Amelia bem e vivendo com seu marido, e percebe que Dean o enganou para tirá-lo do caminho, uma realização que muito o perturba. |              |                                   |                       |                                    |                         |                  |                     |
| 159 | 10           | "Torn and Frayed"                 | Robert Singer         | Jenny Klein                        | 16 de janeiro de 2013   | 3X7810           | 1.99                |
| Quando os irmãos se encontram novamente após consequências do episódio anterior, um Sam furioso emite um ultimato, dizendo a Dean que, a menos que ele corte os laços com Benny, eles podem não ser capazes de trabalhar juntos mais. Dean escolhe sair e é contatado por Benny, que conversa com Dean sobre a morte de Martin no episódio anterior e pede a Dean para vir vê-lo e dar-lhe apoio moral, j´que Benny está tendo um momento difícil de gerenciar a vida na Terra sozinho. Dean concorda em vir vê-lo assim que puder. Enquanto isso, depois de ter visto Sam no final do episódio anterior, Amelia vem para o quarto do motel e eles acabam fazendo sexo. Eles discutem seus sentimentos um pelo outro e, cansados da incerteza em seu relacionamento com Sam, Amélia propõe um teste para resolver as coisas de uma vez por todas: se eles aparecerem no mesmo lugar em dois dias, continuarão seu relacionamento, mesmo que isso signifique que Amelia terá que deixar seu marido; se eles não estiverem lá, eles sabem que seu relacionamento acabou para sempre. Ao mesmo tempo, o anjo Samandriel, que está sendo mantido em cativeiro e torturado por Crowley, envia um chamado de socorro a Naomi e Naomi envia Castiel para resgatá-lo. Castiel pede ajuda a Dean e eles seguem Samandriel para Genebra, Nebraska. Como eles são superados em número, Castiel vai contra os desejos de Dean, trazendo um relutante Sam para ajudar. O grupo ataca a base de Crowley e resgata Samandriel, mas não antes que Samandriel revele involuntariamente a Crowley que há uma placa sobre anjos. Samandriel tenta advertir Castiel sobre seus superiores controlando-os e Castiel tem um flashback de Naomi aparentemente o lobotomizando, mas nesse ponto uma agitada Naomi obriga Castiel a matar Samandriel por contar a Crowley sobre a placa dos anjos. Após o resgate, Sam finalmente decide não renovar seu relacionamento com Amelia e Dean também corta o contato futuro com Benny para que eles possam se comprometer novamente com seu relacionamento uns com os outros e sua missão de selar as portas do Inferno. |              |                                   |                       |                                    |                         |                  |                     |
| 160 | 11           | "LARP and the Real Girl"          | Jeannot Szwarc        | Robbie Thompson                    | 23 de janeiro de 2013   | 3X7811           | 2.01                |
| Sam e Dean investigam as misteriosas mortes de dois LARPers (Live Action Role Players) em Farmington Hills, Michigan, que estavam jogando um jogo chamado Moondoor. Lá, eles descobrem que a rainha de Moondoor não é outra senão Charlie Bradbury, que uma vez tinha ajudado eles contra o leviatã Dick Roman. No entanto, ela está relutante em ajudá-los novamente porque ela acredita que ela terá que sair novamente se ela fizer. Eles ligam os assassinatos a um misterioso símbolo celta que magicamente aparece no pulso da vítima. Ao tentar descobrir o que significa o símbolo e quem está causando isso, Charlie é surpeendida pela fada Gilda, que é a assassina, tendo sido forçada a prejudicar as pessoas contra a sua vontade. A única maneira de detê-la é encontrar seu mestre. Enquanto gasta tempo com Gilda, Charlie desenvolve sentimentos por ela e eles compartilham um beijo. Sam e Dean descobrem que um dos "sujeitos" de Charlie, chamado Jerry, colocou Gilda sob seu controle e mandou tirar seus "inimigos" para que ele pudesse ganhar o coração de Charlie, sem saber que ela é lésbica. Charlie destrói seu livro de feitiços. Agora, livre do controle de Jerry, Gilda o leva para enfrentar o castigo de seu povo. Charlie decide parar de correr e permanecer na vida que construiu para si mesma. Ela também oferece a Sam e Dean sua ajuda se eles precisarem. O episódio termina com Sam e Dean se divertindo e se juntando ao "reino" de Charlie na batalha contra seus "inimigos". |              |                                   |                       |                                    |                         |                  |                     |
| 161 | 12           | "As Time Goes By"                 | Serge Ladouceur       | Adam Glass                         | 30 de janeiro de 2013   | 3X7812           | 2.12                |
| Em 1958, um homem viaja para um clube secreto de cavalheiros para iniciação na ordem secreta, mas encontra os membros lá sendo abatidos pelo demônio Abaddon. Quando lhe é dada uma caixa misteriosa para proteger dela, o homem usa um feitiço para viajar adiante no tempo e chega no quarto de motel de Sam e Dean no presente, exigindo ver John Winchester. Todos os três são forçados a fugir depois que Abaddon segue o homem para o presente e a faca de Ruby não consegue trabalhar com ela. Para a surpresa de Sam e Dean, o homem explica que ele é Henry Winchester, seu avô há muito tempo ausente, e faz parte de uma ordem secreta conhecida como Homens de Letras, que gravam e guardam segredos sobrenaturais. Chocado que John está morto e que Sam e Dean são inconscientes de legado de sua família como Homens de Letras, Henry confronta com Dean. Depois de ler sobre a vida sombria de seu filho de seu diário, ele tenta voltar para o seu tempo para impedir que isso aconteça, mas é frustrado por Dean, que teme que as consequências seriam para ele e Sam se Henry mudasse o passado. Enquanto isso, Sam descobre com o único membro sobrevivente da ordem que a caixa contém uma chave para o maior armazém de conhecimento sobrenatural já conhecido. Infelizmente, é nesse ponto que Abaddon se revela, mata o sobrevivente Homem das Letras, e toma Sam como refém, forçando Dean a fazer um acordo: a chave e Henry por Sam. Depois de Dean dar Henry e a chave para Abaddon, ela fatalmente mata Henry, mas, tendo planejado isso com Dean em seu caminho para a troca, ele atira na cabeça com uma bala gravada com uma armadilha do diab—um símbolo que impede os demônios de deixar o símbolo ou usar seus poderes—assim a vinculando no lugar e dentro de seu corpo. Dean então a decapita; incapaz de matá-la, ele planeja em vez disso desmembrá-la e enterrar os pedaços para mantê-la incapacitada indefinidamente. Henry morre nos braços de seus netos enquanto faz a paz com eles. Eles o enterram perto de seus amigos mortos da ordem e contemplam a história de sua família e como eles são agora os detendores do armazém, se ele ainda existe. |              |                                   |                       |                                    |                         |                  |                     |
| 162 | 13           | "Everybody Hates Hitler"          | Phil Sgriccia         | Ben Edlund                         | 6 de fevereiro de 2013  | 3X7814           | 2.29                |
| Na Bielorrússia, um homem gigante dizima um campo de concentração Nazista enquanto os guardas do campo tentam desesperadamente detê-lo. O Comandante, Eckhart, lança um feitiço para escapar que queima o acampamento e uma pasta que os nazistas estavam tentando proteger. No presente, um rabino, Rabino Bass, procura em uma biblioteca de faculdade e encontra um livro que o assusta. Ele faz um telefonema antes de um homem misterioso segui-lo e fazer com que ele seja queimado vivo por magia. Ao mesmo tempo, Sam e Dean encontram o armazém abandonado—mas ainda intacto— dos Homens de Letras, no Lebanon, no Kansas. Depois de duas semanas lá, Sam descobre a morte do Rabino Bass em Wilkes-Barre, Pensilvânia e que ele era um membro de uma ordem secreta de rabinos, chamada Iniciativa Judá, que trabalhou com os Homens de Letras durante a Segunda Guerra Mundial, e eles decidem investigar sua morte. Sam e Dean são seguidos pelo homem que dizimou o acampamento, mas um jovem chamado Aaron o impede. Aaron é o neto do Rabino Bass e o último descendente sobrevivente da Iniciativa Judá. Ele enviou o homem, um Golem, depois que seu avô morreu, mas não tem o conhecimento de como controlá-lo adequadamente. Sam e Dean descobrem que Rabino Bass sempre contou histórias de lutar contra uma sociedade de necromantes nazistas, chamada Sociedade Thule, e encontram o livro que Rabino Bass tinha encontrado e escondido para Aaron. O homem que matou Rabino Bass ataca Sam e Aaron e quase os mata antes que o Golem o mata. O grupo descobre que o livro é um diário de bordo de experiências bem sucedidas que o Thule realizou para aprender a ressuscitar as pessoas. Eckhart e três Thule chegam, desativam o Golem e retomam o livro. Eckhart revela a Aaron como tomar o controle total do Golem, mas antes que ele possa matar Aaron e os Winchester, Aaron cria uma distração que permite Sam e Dean matar dois dos Thule. Eckhart então os insulta com o fato de que o Thule não pode ser parado, e eles o matam. Depois de eliminar os corpos de Thule, Aaron toma o controle total do Golem para continuar a luta contra o Thule, e Sam e Dean retornam ao armazém, onde Sam cataloga o livro, assumindo os deveres de um Homem das Letras |              |                                   |                       |                                    |                         |                  |                     |
| 163 | 14           | "Trial and Error"                 | Kevin Parks           | Andrew Dabb                        | 13 de fevereiro de 2013 | 3X7813           | 2.41                |
| Sam e Dean se mudaram para o bunker dos Homens de Letras. Depois de semanas de trabalho, Kevin finalmente sabe as instruções sobre como fechar os Portões do Inferno e chama Sam e Dean. Kevin afirma que, para fechar os portões, alguém deve completar três testes. O primeiro julgamento é matar um cão do inferno, se banhar em seu sangue, e recitar um feitiço. A mesma magia é recitada após a conclusão de cada tentativa. Decidindo localizar um cão do inferno, Sam identifica a família Cassity em Shoshone, Idaho, que, há dez anos, atingiu petróleo onde não deveria haver nenhum, indicando que eles fizeram um acordo com um Demônio da Encruzilhada. Na fazenda de Cassity, Sam e Dean fazem o trabalho, mantendo um olho na família, com a intenção de matar o cão do inferno enviado para coletar a alma da pessoa. Acreditando ser o dono, Alice, Sam e Dean sentem falta do cão do inferno, que mata o marido de Alice, Carl, que fez um acordo com um demônio para fazer Alice se apaixonar por ele. Percebendo que ainda há alguém que fez um acordo de encruzilhada, Sam e Dean permanecem para que eles não têm que começar de novo. Kevin chama e diz que só o condenado, ou um item queimado pelo fogo sagrado, pode ver um cão do inferno, levando Dean a encontrar copos que ele pode acenar em um fogo feito com óleo sagrado. Toda a família Cassity chega para confortar Alice. Enquanto Dean tenta encontrar o cão do inferno, Sam se concentra em descobrir qual dos membros da família brigada fez o acordo. Ao longo do caminho, Sam descobre que o acordo foi feito com o próprio Crowley. Eventualmente, ao tentar caçar o que ela acredita ser um lobo que matou Carl, Margot, o membro mais novo da família, é morta pelo cão do inferno, e descobriu-se que acreditava que sua família ficaria feliz se atingisse o petróleo. O cão do inferno continua a caçar em volta da casa, indicando que alguém fez um acordo, também. Dean descobre que a gerente do rancho Ellie fez um acordo para salvar sua mãe da doença de Parkinson quando ela tinha 15 anos. Dean luta com o cão do inferno quando ele vai atrás de Ellie, mas quando ele falha, Sam mata e é coberto em seu sangue, o tornando o único a completar os testes. Sam e Dean dão a Ellie uma maleta e a mandam fugir de Crowley, acreditando que se ela se mantiver escondida, Crowley não poderá enviar outro cão do inferno para matá-la. Depois de convencer Dean que há esperança para a vida continuar depois que o Inferno estiver fechado, em vez de ser uma missão suicida como ele acredita, Sam lança o feitiço necessário para começar a fechar os portões. |              |                                   |                       |                                    |                         |                  |                     |
| 164 | 15           | "Man's Best Friend with Benefits" | John Showalter        | Brad Buckner & Eugenie Ross-Leming | 20 de fevereiro de 2013 | 3X7815           | 2.10                |
| Sam e Dean recebem um texto de James Frampton, um policial que os ajudou em um caso anterior, pedindo sua ajuda. Viajando para St. Louis, Missouri, eles descobrem que James se tornou um bruxo desde a última vez que eles se encontraram e está usando a magia para resolver casos como um policial. Sam e Dean estão infelizes devido a seus encontros anteriores com bruxos, mas decidem dar-lhe uma chance. A familiar de James, Portia se aproxima dos Winchester, revelando que ela enviou o texto, e afirmando que James está tendo sonhos de matar pessoas que, na realidade, estão realmente morrendo. Embora Dean quer matar James, Sam o convence a investigar primeiro, convencido de que alguém pode estar cometendo os assassinatos e colocando as memórias na mente de James. Ao ter relações sexuais com Portia, que ele está em um relacionamento, James abre sua mente para ela. Portia vê seus sonhos e percebe que tudo o que ele está vendo são os assassinatos, sem intenção ou planejamento, e convence Sam e Dean de que James deve ser inocente. Dean encontra um feitiço nas notas de Bobby que um bruxo poderia estar usando para implantar memórias falsas na mente de James. Percebendo que o detetive da polícia que está investigando o caso, Ed Stoltz, está escondendo alguma coisa, Sam, Dean e James usam projeção astral para visitar a estação e descobrem que Stoltz, que tem rancor contra James, está construindo um caso contra ele usando o familiar de outra bruxa como testemunha. James questiona a familiar, que admite que o estava fazendo em seu mestre, Spencer, ordens. Spencer mata seu familiar e revela que estava com ciúmes de James e Portia, querendo-a como seu familiar e amante. James luta com Spencer sem sucesso, mas quando Portia cria uma distração, Sam e Dean matam Spencer com um feitiço de matar bruxos das notas de Bobby. James e Portia decidem deixar a cidade e começar uma nova vida juntos, em vez de lutar contra o caso edifício contra ele. Dean finalmente decide confiar no julgamento de Sam, percebendo que Sam pode lidar com os testes depois de ser lembrado como a família é importante devido a um ataque psíquico que Spencer infligiu a Sam. No entanto, Sam começa a tossir sangue, um indicador de que algo está seriamente errado com ele, que ele não compartilha com seu irmão. |              |                                   |                       |                                    |                         |                  |                     |
| 165 | 16           | "Remember the Titans"             | Steve Boyum           | Daniel Loflin                      | 27 de fevereiro de 2013 | 3X7816           | 2.13                |
| Em Great Falls, Montana, um homem é atingido e morto por um motorista bêbado, que abandona a cena. Na manhã seguinte, depois de ser encontrado por um policial, o homem volta à vida, se cura e sai. Sam e Dean, à espera de Kevin ligar com o próximo teste, descobrem sobre o aparente zumbi em uma revista, e vão investigar. O homem é encontrado morto, novamente, de um ataque de urso, e enquanto Sam e Dean estão visitando, ele vem à vida novamente e o levam com eles para determinar o que está acontecendo. O homem, que lhes diz para chamá-lo de Shane, explica que depois de uma avalanche sete anos antes, ele morre todos os dias, volta à vida e não tem memória de sua vida antes da avalanche. Depois que uma mulher misteriosa o ataca, Sam e Dean percebem que Shane é realmente o Titã Grego Prometeu que é amaldiçoado a morrer todos os dias como punição de Zeus por dar a humanidade de volta o dom do fogo. A mulher é a deusa grega Ártemis, que está o caçando. As coisas ficam complicadas quando uma jovem, chamada Hayley, aparece com um menino, chamado Oliver, que é filho de Prometeu e tem a mesma maldição. Para libertar ambos, Sam e Dean decidem chamar Zeus e forçá-lo a quebrar a maldição, aprendendo como prendê-lo e matá-lo dos livros dos Homens de Letras. Zeus engana Hayley para libertá-lo da armadilha e então passa a torturar Prometeu, planejando matá-lo e Oliver uma e outra vez para fazê-lo pagar eternamente pelo que fez. Sam e Dean convencem Artemis a intervir, como ela está secretamente apaixonada por Prometeu, e ela tenta atirar em seu pai com uma de suas flechas, que pode matar um deus. Zeus usa Prometeu como um escudo, mas Prometeu empurra a flecha através de si mesmo e em Zeus, o matando. Prometeu morre permanentemente, e com Zeus morto, a maldição sobre Oliver está quebrada. Sam e Dean cremam Prometeu e Dean reza para Castiel para cuidar de Sam, pois ele sabe que Sam está realmente machucado. Apesar das súplicas de Dean, Castiel não aparece. |              |                                   |                       |                                    |                         |                  |                     |
| 166 | 17           | "Goodbye Stranger"                | Thomas J. Wright      | Robbie Thompson                    | 20 de março de 2013     | 3X7817           | 2.16                |
| Um Castiel completamente lavado cerebralmente é enviado por Naomi para localizar e recuperar a placa dos anjos. Ao mesmo tempo, Sam e Dean encontram um caso onde as pessoas morrem tendo seus olhos queimados e órgãos liquefeitos e verificando, descobrem que todas as pessoas estavam possuídas e cavando para algo. Tentando descobrir o que os demônios estão procurando, eles descobrem que Castiel está procurando, também, e é de fato o único a matar as pessoas. Por ordem de Naomi, Castiel mente sobre o que ele e os demônios estão tentando encontrar, fazendo com que Sam e Dean suspeite dele quando descobrem a verdade. Os três descobrem que Crowley tem torturado Meg, que sabe a exata localização da Cripta de Lúcifer. Após ser resgatada, Meg leva Sam, Dean e Castiel para a cripta certa, e mais tarde se sacrifica para manter Crowley fora. Enquanto isso, Dean e Castiel encontram a placa na cripta. Resistindo ordens de Naomi para matar Dean, Castiel finalmente se liberta de seu controle, e sai com a placa para mantê-la seguro de todos. Dean, tendo aprendido a verdade sobre a doença de Sam de Castiel, diz para Sam parar de fingir e que ele vai ajudá-lo a carregar o fardo. |              |                                   |                       |                                    |                         |                  |                     |
| 167 | 18           | "Freaks and Geeks"                | John Showalter        | Adam Glass                         | 27 de março de 2013     | 3X7818           | 2.23                |
| Caçando vampiros em Conway Springs, no Kansas, Sam e Dean encontram uma equipe bastante incomum de caçadores compostos por crianças órfãs, incluindo Krissy Chambers, que eles tinham conhecido em "Adventures in Babysitting", da sétima temporada]. As crianças, Krissy, Aiden e Josephine perderam suas famílias para um ninho de vampiros que estão caçando e vivem sob a proteção de um caçador adulto chamado Victor, que está treinando-os, deixando-os também viver uma vida normal. Investigando, Dean encontra provas de que o vampiro não pode ter sido virado mais de algumas semanas antes e é, portanto, inocente e procurando pelo ninho, encontra um vampiro que as crianças foram emitidas depois que supostamente mataram o pai de Krissy, mas acaba de ser virado. Sam e Dean percebem que Victor tem tentado criar a próxima geração de caçadores, contratando um vampiro para matar suas famílias e transformar as pessoas para que eles possam obter "vingança". Victor sequestra Sam depois que ele descobre e no confronto que se segue quando Dean e as crianças retornam, Krissy consegue derrubar o vampiro com sangue de homem morto e Victor se mata quando ele percebe que ele vai ficar sozinho. Usando o sangue do vampiro, o grupo é capaz de transformar a última vítima de volta para humano usando a cura de "Live Free ou Twihard" e as crianças decidem ficar juntos e ser caçadores, protegendo a cidade em que vivem, mas não procuram ativamente ameaças. Enquanto Sam e Dean aceitam isso, isso só aumenta a determinação de Dean para fechar os portões do Inferno visto que as crianças estão em grave perigo como caçadores, enquanto eles estão abertos. |              |                                   |                       |                                    |                         |                  |                     |
| 168 | 19           | "Taxi Driver"                     | Guy Bee               | Brad Buckner & Eugenie Ross-Leming | 3 de abril de 2013      | 3X7819           | 1.90                |
| Kevin começa a alucinar que Crowley está falando com ele em sua mente e contata Sam e Dean para deixá-los saber sobre ele e que ele decifrou o segundo teste que é para libertar uma alma inocente do inferno e liberá-la para o Céu. Torturando um Demônio da Encruzilhada, eles descobrem que um Ceifeiro pode levar mortais e almas dentro e fora do Céu e do Inferno por um preço e rastreiam Ajay, que revela que levou Bobby Singer ao Inferno em ordens de Crowley quando seu frasco foi queimado. Sam vai para o inferno com Ajay em uma missão para salvar Bobby, enquanto Dean é forçado a ficar para trás e lidar com um Kevin nervoso que esconde sua metade da placa. Ajay leva Sam ao Purgatório, onde existe uma porta de trás para o Inferno e diz-lhe para encontrá-la em vinte e quatro horas, mas Crowley fica sabendo disso e mata Ajay. Sam consegue salvar Bobby, mas os dois estão presos no Purgatório sem Ajay para trazê-los para casa. Enquanto com Kevin, Naomi visita Dean e alega que Castiel ainda está louco e que ele interpretou mal suas ordens e que ela está do seu lado. Embora Dean não confie nela, Naomi revela que Sam viajou para o Inferno através do Purgatório. Ao encontrar Ajay morto, Dean chama Benny para pedir-lhe para sacrificar sua vida e tirar Sam do Purgatório da mesma maneira que ele tirou Dean. Benny concorda e salva Sam e Bobby de vampiros no Purgatório, mas fica para trás para segurar um pouco mais enquanto eles escapam, nunca tendo a intenção de sair como ele não se encaixa na Terra. Sam libera a alma de Bobby para o Céu, mas é interrompido por Crowley que descobriu seu plano. No entanto, Naomi intervém, expulsa Crowley e permite que a alma de Bobby vá para o Céu. Apesar de mais precauções, Crowley encontra Kevin através de sua mãe e captura ele e todas as suas anotações na placa. Mas quando Sam e Dean chegam, eles não encontram sinais de luta e as janelas de Crowley quebraram ainda intactas, deixando Sam e Dean sem pistas sobre o terceiro teste e nenhum sinal de Kevin que eles acreditam estar fugindo. |              |                                   |                       |                                    |                         |                  |                     |
| 169 | 20           | "Pac-Man Fever"                   | Robert Singer         | Robbie Thompson                    | 24 de abril de 2013     | 3X7820           | 2.38                |
| Charlie traz Sam e Dean um caso em Topeka, Kansas, onde o interior da vítima foi liquefeito.. Como Sam ainda está se recuperando do segundo teste, Dean reserva ele e decide ensinar a Charlie como se tornar uma caçadora. Depois que o legista se recusa a deixá-los ver o corpo, Dean decide quebrar naquela noite, mas antes que ele possa, uma segunda vítima é descoberta. Na cena do crime, Sam aparece, se recusando a ficar para trás e juntos eles investigam apenas para saber que o legista tem incinerado os corpos e eles determinam que o monstro é um tipo de "bastardo" de um Djinn. Charlie sai secretamente para doar dinheiro para uma mulher morta de cérebro, mas é capturada pelo Djinn, que é realmente o legista e a coloca em um sonho induzido por medo. Enquanto procurava por Charlie, Sam e Dean descobrem sobre a mulher que é na verdade a mãe de Charlie. Eles localizam Charlie e matam o médico legista, mas são incapazes de liberá-la do veneno do Djinn, então Dean entra nos sonhos de Charlie para acordá-la. Dean a encontra presa em uma versão de pesadelo do jogo de vídeo game The Red Scare, onde ela deve defender sem parar sua mãe de vampiros super-soldados. Dean percebe que o medo de Charlie é de perder a mãe dela e ele faz com que ela perceba que sua mãe está longe há muito tempo. Uma vez que ela faz, ela retorna ao mundo de vigília onde Sam matou um segundo Djinn, filho do legista e o verdadeiro culpado por trás das mortes. Charlie sai, mas é convidada a visitar novamente para ver os arquivos dos Homens de Letras. Dean finalmente concorda em deixar Sam caçar novamente e iniciar a busca por Kevin. Charlie decide deixar sua mãe ir, mas primeiro lê The Hobbit para ela uma última vez já que sua mãe costumava fazer com Charlie quando ela era uma criança. |              |                                   |                       |                                    |                         |                  |                     |
| 170 | 21           | "The Great Escapist"              | Robert Duncan McNeill | Ben Edlund                         | 1 de maio de 2013       | 3X7821           | 2.07                |
| Kevin é mantido em cativeiro por Crowley em uma ilusão da casa flutuante de Garth e é trazido a metade da placa dos demônios de Crowley por dois demónios que fingem ser Sam e Dean para traduzir. Ao mesmo tempo, os verdadeiros Sam e Dean recebem uma mensagem de Kevin dizendo que ele provavelmente está morto e enviando-lhes todas as suas anotações no placa. Embora eles sejam incapazes de descobrir algo sobre o terceiro teste das notas, um símbolo neles aponta para uma tribo nativa americana no Colorado que eles acham que Metatron pode estar conectado. Sam e Dean encontram Metatron em um quarto de hotel, cercado por milhares de livros. Ele não tem conhecimento de nenhum dos eventos relacionados com o Céu, Lúcifer e o Apocalipse e nem sequer tem ouvido falar dos Winchesters. Metatron explica que depois que Deus saiu, os Arcanjos decidiram dominar o universo e não querendo isso, ele saiu e se isolou completamente. Sam e Dean tentam convencer Metatron a ajudá-los na sua tarefa. Kevin descobre que Crowley o capturou e enfrenta Crowley que tenta matá-lo, já que ele não é mais útil para ele, mas Metatron resgata Kevin que leva a segunda metade da placa com ele. Kevin e Metatron revelam o terceiro teste: curar um demônio. Ao mesmo tempo, Castiel se esconde dos anjos visitando restaurantes do Biggerson usando seu layout semelhante e sua habilidade de se teletransportar para evadir a captura. Um dos anjos, Ion, relata a Naomi que "tentamos nos orientar, mas é como se estivéssemos em cada Biggerson ao mesmo tempo, presos em uma sobreposição quântica". Castiel é finalmente capturado e Naomi revela que ela limpou a memória de Castiel muitas vezes e ele fez parte de muitas atrocidades que ele não consegue lembrar (por exemplo, a morte do primogênito das Pragas do Egito). No entanto, Ion trai eles a Crowley que força Naomi fugir e Crowley recupera a placa dos anjos do torso Castiel. Depois que Kevin descobre a verdade, Crowley deixa Castiel para Ion, que Castiel eventualmente mata e foge. Ele acaba na estrada em frente a Sam e Dean, gravemente ferido e pede sua ajuda. |              |                                   |                       |                                    |                         |                  |                     |
| 171 | 22           | "Clip Show"                       | Thomas J. Wright      | Andrew Dabb                        | 8 de maio de 2013       | 3X7822           | 2.07                |
| Pesquisando os arquivos dos Homens de Letras para obter pistas sobre como curar um demônio, Sam, Dean e Castiel encontram um vídeo de um exorcismo estranho. Investigando, Sam e Dean descobrem que os padres estavam testando uma teoria de que um demônio poderia ser curado de ser um demônio e que um continuou seus esforços até que ele foi brutalmente morto. Ouvindo uma gravação de sua última tentativa, Sam e Dean descobrem que o padre conseguiu e transformou um demônio de volta em um ser humano e estudam o processo de suas notas e da gravação. Eles desenterraram Abaddon que tinham sido desmembrada para tentar fazer, mas Crowley chama os caras para revelar que ele começou a matar pessoas que eles salvaram e enquanto eles estão distraídos, Abaddon escapa. Sam e Dean correm para proteger Sarah Blake (do episódio "Provenance", da primeira temporada), mas apesar de todos os seus esforços para protegê-la, eles falham visto que Crowley criou um feitiço para fazer o trabalho ao invés de enviar demônios. Enquanto Sarah morre, Crowley chama os Winchesters e os insulta, dizendo-lhes que a menos que entreguem a placa dos demônios e parem os testes, ele iria continuar matando todos que eles já salvaram. Apesar disso, Dean está determinado a continuar, apesar deles não ter nenhum demônio para curar. Ao mesmo tempo, Castiel é abordado por Metatron, que revela que o Céu está no caos e quer selá-lo para impedir que a guerra se espalhe para a Terra. Ele sugere que Castiel faça os três julgamentos necessários para selar o Céu e revela que o primeiro requer matar um nefilim, a prole de um ser humano e um anjo. Embora relutante em matar a nephilim que encontraram porque ela não fez nada de errado, Castiel faz isso para proteger Metatron quando ela luta contra eles. |              |                                   |                       |                                    |                         |                  |                     |
| 172 | 23           | "Sacrifice"                       | Phil Sgriccia         | Jeremy Carver                      | 15 de maio de 2013      | 3X7823           | 2.31                |
| Fingindo que eles querem dar suas demandas, Sam e Dean capturam Crowley para que eles possam usá-lo para o terceiro teste. Eles o levam a uma igreja abandonada e Sam começa a injetar Crowley com seu sangue purificado como parte do processo de cura do demônio. Por outro lado, Castiel e Metatron, que tentam perseguir o próximo alvo do Cupido, Dwight Charles, tentam completar o segundo teste do Céu recuperando o "arco" de um querubim, mas Naomi e suas forças capturam Metatron. Castiel recruta a ajuda de Dean para completar o teste angelical. Eles discutem o retorno de Castiel ao Céu, e conseguem persuadir um querubim para lhes dar seu arco. Enquanto isso, Crowley usa um feitiço de sangue para invocar outros demônios para ajudar, apenas para Abaddon responder a sua convocação, tentando matá-los para que ela possa derrubar Crowley e governar o Inferno. Sam força ela a recuar após jogar fogo sagrado nela, e um Crowley choroso começa a mostrar sinais de cura. Naomi aparece a Dean e Castiel para dizer-lhes que ela descobriu que Metatron procura vingança por sua expulsão do Céu, e que ele está usando Castiel para expulsar todos os anjos permanentemente, e não para fechar os portões do Céu. Ela também diz a Dean que completar os testes de demônio matará Sam. Por insistência de Dean, Castiel o leva de volta à igreja antes de retornar ao Céu, onde descobre que Naomi foi morta por Metatron, que então o toma como refém. Ao descobrir que Sam está disposto a morrer para expiar a frequência com que ele o decepcionou, Dean fala com Sam para terminar os testes de qualquer maneira, mas os efeitos dos testes continuam a devastar o corpo de Sam e sua vida é deixada pendurada por um fio. Enquanto isso, Metatron completa seu feitiço extraindo a graça de Castiel (a essência de um anjo que lhes dá seu poder e status como um anjo), então envia Castiel agora-humano de volta à Terra. Sam, Dean, Castiel e Crowley olham para o céu noturno enquanto milhares de anjos começam a cair. |              |                                   |                       |                                    |                         |                  |                     |

## Produção

### Desenvolvimento
Foi anunciado em 4 de abril de 2012 que a showrunner Sera Gamble estava deixando a série para trabalhar no desenvolvimento de outros projetos. Jeremy Carver, um roteirista de longa data na série, assumiu como showrunner para a oitava temporada. Em 3 de maio de 2012 a The CW oficialmente renovou Supernatural para uma oitava temporada. A estrela da série Jensen Ackles dirigiu o primeiro episódio a ser produzido para esta temporada, embora o terceiro a ser exibido.

### Casting
Ty Olsson foi escalado como Benny, um vampiro sombrio e perigoso que ajuda o personagem de Ackles, Dean Winchester, a escapar do Purgatório, onde ele acabou no final da sétima temporada. Olsson já havia aparecido em Supernatural como o vampiro Eli no episódio da segunda temporada "Bloodlust". Liane Balaban foi escalada como Amelia, um interesse amoroso para o personagem Sam Winchester de Jared Padalecki. Amanda Tapping aparece em sete episódios como o anjo Naomi, descrito como sendo diferente de qualquer outro anjo que apareceu na série até agora. Embora Khaira Ledeyo tenha feito o papel da mãe de Kevin na sétima temporada, Lauren Tom foi escalada para o papel na oitava temporada. DJ Qualls voltou como o caçador Garth em "Southern Comfort". Felicia Day voltou como hacker Charlie Bradbury em "LARP and the Real Girl" e "Pac-Man Fever". Jon Gries voltou como Martin Creaser, um caçador e velho amigo dos Winchesters, em "Citizen Fang", ele apareceu anteriormente no episódio da quinta temporada "Sam, Interrupted". Jim Beaver reprisou seu papel como Bobby Singer em "Taxi Driver".

### Roteiro
Com o fim do arco de história "Leviatã" da sétima temporada, os irmãos Winchester voltaram a lidar com anjos e demônios. No entanto, Carver disse que esta abordagem aos anjos e demônios seria completamente nova. A temporada começa um ano após os acontecimentos do final da temporada anterior, e inicialmente apresenta duas histórias de flashbacks em paralelo com a história principal de tal episódio, uma mostrando o relacionamento de Sam com Amelia e outra mostrando o tempo de Dean no Purgatório. Sobre o porque usar flashbacks, o produtor executivo Robert Singer disse que "os fãs normalmente detestam quando os irmãos se separam", por isso eles foram rapidamente reunidos. Com a entrada de Carver como showrunner, Singer disse que essa temporada ficaria um pouco menos séria e um pouco mais parecida com as segunda e terceira temporadas. Ele descreveu a inspiração para a temporada como "Raiders of the Lost Ark".

## Recepção

### Resposta da crítica
A recepção crítica à temporada foi mista para positiva. O site agregador de críticas Rotten Tomatoes relatou um índice de aprovação de 67%, com uma classificação média de 7.35/10 baseada em 9 avaliações.
Diana Steenbergen do IGN deu à oitava temporada um 8.5 de 10 e chamou isso de uma melhoria em relação à sétima temporada, escrevendo, "O que obtivemos foi um enredo de mitologia sólido ao longo da temporada, alguns ótimos personagens de apoio e, claro, muito da espinha dorsal sempre confiável da série - Sam e Dean Winchester." Ela comentou positivamente sobre o retorno do enredo de demônios/anjos e a adição de novos personagens recorrentes como Benny, Naomi e Metatron, mas criticou o enredo de "vida normal" de Sam que "fracassou" e abandonou os testes das placas no último minuto.

### Audiência
| №  | Título                            | Exibição original       | Rating/share (18–49) | Audiência (em milhões) | DVR (18–49) | Total (18–49) | Ref(s) |
| -- | --------------------------------- | ----------------------- | -------------------- | ---------------------- | ----------- | ------------- | ------ |
| 1  | "We Need to Talk About Kevin"     | 3 de outubro de 2012    | 0.8/2                | 1.85                   | 0.6         | 1.4           | [ 50 ] |
| 2  | "What's Up, Tiger Mommy?"         | 10 de outubro de 2012   | 1.0/3                | 2.51                   | N/A         | N/A           | N/A    |
| 3  | "Heartache"                       | 17 de outubro de 2012   | 1.0/3                | 2.13                   | N/A         | N/A           | N/A    |
| 4  | "Bitten"                          | 24 de outubro de 2012   | 0.7/2                | 1.86                   | 0.5         | 1.2           | [ 51 ] |
| 5  | "Blood Brother"                   | 31 de outubro de 2012   | 0.8/2                | 1.78                   | N/A         | N/A           | N/A    |
| 6  | "Southern Comfort"                | 7 de novembro de 2012   | 1.0/2                | 2.32                   | N/A         | N/A           | N/A    |
| 7  | "A Little Slice of Kevin"         | 14 de novembro de 2012  | 1.0/3                | 2.32                   | 0.6         | 1.6           | [ 52 ] |
| 8  | "Hunteri Heroici"                 | 28 de novembro de 2012  | 0.8/2                | 2.00                   | 0.5         | 1.3           | [ 53 ] |
| 9  | "Citizen Fang"                    | 5 de dezembro de 2012   | 0.9/3                | 2.06                   | 0.5         | 1.4           | [ 54 ] |
| 10 | "Torn and Frayed"                 | 16 de janeiro de 2013   | 0.9/2                | 1.99                   | 0.4         | 1.3           | [ 55 ] |
| 11 | "LARP and the Real Girl"          | 23 de janeiro de 2013   | 0.9/2                | 2.01                   | 0.5         | 1.4           | [ 56 ] |
| 12 | "As Time Goes By"                 | 30 de janeiro de 2013   | 0.9/2                | 2.12                   | 0.4         | 1.3           | [ 57 ] |
| 13 | "Everybody Hates Hitler"          | 6 de fevereiro de 2013  | 1.0/3                | 2.29                   | 0.5         | 1.5           | [ 58 ] |
| 14 | "Trial and Error"                 | 13 de fevereiro de 2013 | 1.0/3                | 2.41                   | 0.5         | 1.5           | [ 59 ] |
| 15 | "Man's Best Friend with Benefits" | 20 de fevereiro de 2013 | 0.9/2                | 2.10                   | 0.4         | 1.3           | [ 60 ] |
| 16 | "Remember the Titans"             | 27 de fevereiro de 2013 | 0.9/2                | 2.13                   | 0.5         | 1.4           | [ 61 ] |
| 17 | "Goodbye Stranger"                | 20 de março de 2013     | 1.0/3                | 2.16                   | N/A         | N/A           | N/A    |
| 18 | "Freaks and Geeks"                | 27 de março de 2013     | 1.0/3                | 2.23                   | 0.4         | 1.4           | [ 62 ] |
| 19 | "Taxi Driver"                     | 3 de abril de 2013      | 0.8/2                | 1.90                   | 0.4         | 1.2           | [ 63 ] |
| 20 | "Pac-Man Fever"                   | 24 de abril de 2013     | 1.0/3                | 2.38                   | N/A         | N/A           | N/A    |
| 21 | "The Great Escapist"              | 1 de maio de 2013       | 0.9/3                | 2.07                   | N/A         | N/A           | N/A    |
| 22 | "Clip Show"                       | 8 de maio de 2013       | 1.0/2                | 2.07                   | N/A         | N/A           | N/A    |
| 23 | "Sacrifice"                       | 15 de maio de 2013      | 1.0/3                | 2.31                   | N/A         | N/A           | N/A    |

## Lançamento em DVD
| Supernatural: The Complete Eighth Season |                        |                        | | | | | | |
| Capa do DVD                              | Capa do DVD            | Capa do DVD            | Detalhes do conjunto | Detalhes do conjunto | Detalhes do conjunto | Características especiais | Características especiais | Características especiais |
|                                          |                        |                        | - 23 episódios - 4 discos (Blu-ray); 6 discos (DVD) - Audio em Inglês (Dolby Digital 5.1 Surround) - Hard of Hearing Legendas: Inglês - Legendas: Inglês, Francês, Espanhol | - 23 episódios - 4 discos (Blu-ray); 6 discos (DVD) - Audio em Inglês (Dolby Digital 5.1 Surround) - Hard of Hearing Legendas: Inglês - Legendas: Inglês, Francês, Espanhol | - 23 episódios - 4 discos (Blu-ray); 6 discos (DVD) - Audio em Inglês (Dolby Digital 5.1 Surround) - Hard of Hearing Legendas: Inglês - Legendas: Inglês, Francês, Espanhol | - Finding Supernatural - For the Defense of Mankind - Angel Warrior - Comentários em áudio - Cenas deletadas - Erros de gravação | - Finding Supernatural - For the Defense of Mankind - Angel Warrior - Comentários em áudio - Cenas deletadas - Erros de gravação | - Finding Supernatural - For the Defense of Mankind - Angel Warrior - Comentários em áudio - Cenas deletadas - Erros de gravação |
| Datas de lançamento                      |                        |                        | | | | | | |
| Região 1                                 | Região 1               | Região 1               | Região 2 | Região 2 | Região 2 | Região 4 | Região 4 | Região 4 |
| 10 de setembro de 2013                   | 10 de setembro de 2013 | 10 de setembro de 2013 | 28 de outubro de 2013 | 28 de outubro de 2013 | 28 de outubro de 2013 | 25 de setembro de 2013 | 25 de setembro de 2013 | 25 de setembro de 2013 |